# Pierre Suon Hangly
Pierre Suon Hangly, né le 14 avril 1972 à Phnom Penh est un prélat catholique cambodgien, vicaire apostolique coadjuteur de Phnom Penh depuis juin 2025.

## Biographie
Né le 14 avril 1972 à Phnom Penh, il est ordonné prêtre le 9 décembre 2001 pour le vicariat apostolique de Phnom-Penh. Après son ordination, il est nommé au service pastoral du secteur de Kampot-Kep et Takeo entre 2001 et 2007. De 2007 à 2015, il est envoyé à Paris où il obtient une licence de théologie, avec une spécialisation en spiritualité à l'Institut catholique de Paris. 
De retour au Cambodge, il est recteur du grand séminaire Saint-Jean-Marie Vianney, situé à Phnom Penh, de 2015 à 2017. En 2017, il devient pro-vicaire du vicariat apostolique de Phnom-Penh. Parallèlement, il est curé de paroisse à Phnom Penh entre 2015 et 2022.
Le 15 juillet 2022, le pape François le nomme préfet apostolique de Kampong Cham. Il s'agit de la seconde nomination d'un prêtre cambodgien comme ordinaire après celle de Paul Tep Im Sotha en 1968 comme préfet apostolique de Battambang.
Le 28 juin 2025, le pape Léon XIV le nomme vicaire apostolique coadjuteur de Phnom Penh. Il va ainsi devenir le premier évêque cambodgien. Il doit succéder à Olivier Schmitthaeusler, vicaire apostolique de Phnom Penh depuis 2010 et âgé seulement de 55 ans, qui a fait l'objet d'alertes de la part de ses pairs, dans le contexte des scandales au sein des Missions étrangères de Paris.